# Mutiara (Salang)
Mutiara is een bestuurslaag in het regentschap Simeulue van de provincie Atjeh, Indonesië. Mutiara telt 458 inwoners (volkstelling 2010).